# 統一俄羅斯
全俄政党“统一俄罗斯”（羅馬化：Vserossiyskaya politicheskaya partiya "Yedinaya Rossiya"），简称统一俄罗斯，是俄羅斯目前的執政黨。它成立于2001年4月，主要是由尤里·卢日科夫、叶夫根尼·普里马科夫和明季梅尔·沙伊米耶夫領導的“祖国—全俄罗斯”联盟與谢尔盖·绍伊古、亞歷山大·古洛夫和運動員出身亞歷山大·卡列林為首的“团结”党合併而成。俄羅斯總統普京曾任該党主席，之后仍与其关系紧密。該黨现任主席为俄罗斯联邦安全会议副主席德米特里·梅德韦杰夫。

## 历史沿革

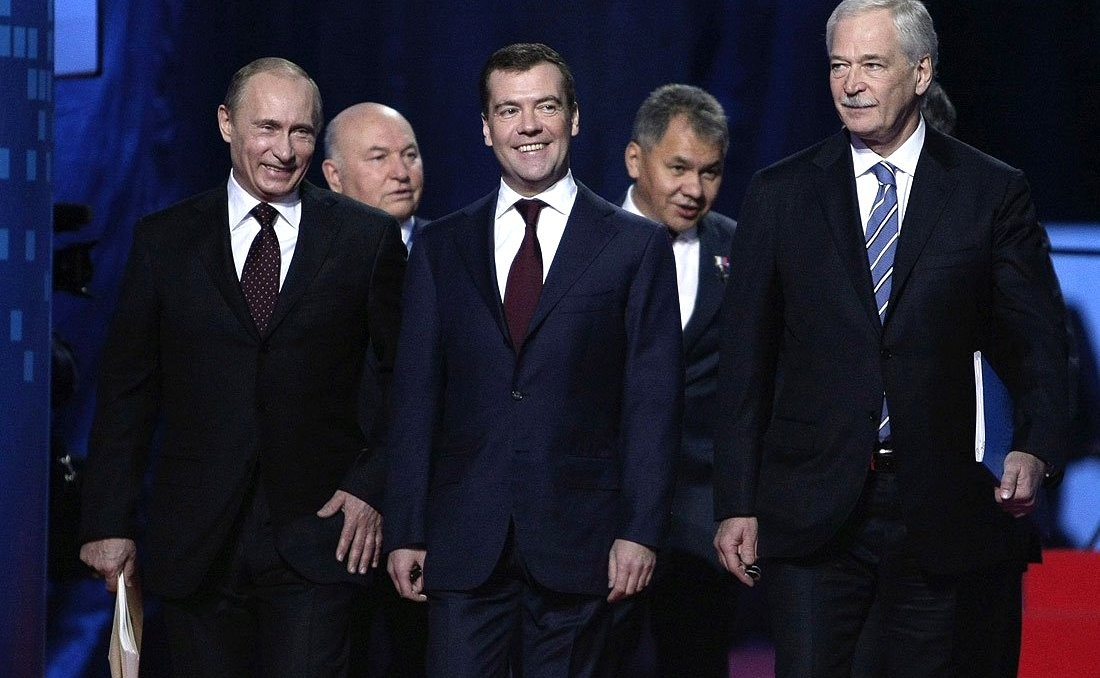
时任该党领袖弗拉基米尔·普京与尤里·卢日科夫、德米特里·梅德韦杰夫、谢尔盖·绍伊古、鲍里斯·格雷兹洛夫在2009年统俄党第十一届代表大会上

統一俄羅斯创立之初，因為普京的高人氣，使其在地方與聯邦選舉中有很好的成果。在2003年俄羅斯議會選舉之中，該黨得到37%的支持率。2005年1月，該黨擁有全議會450席中的305席，達到了「宪法多数」。統一俄羅斯黨也在俄羅斯聯邦委員會（上議院）中178個代表中擁有88名代表席次。在2004年總統選舉，統一俄羅斯黨支持普京，并有助于他的胜利。
普京政府任職的部長、許多地區的首長以及其他在整個俄羅斯聯邦政府高級官員都是該黨的黨員。根據官方網站宣稱，到2007年7月20日時已經有153万名黨員。根據統一俄羅斯黨自己在2005年9月20日登記的資料，那個時候該黨在全俄羅斯就有2600個地方黨部與29856個小辦事處。
2007年俄罗斯国家杜马选举中該黨被指控多次進行俄羅斯憲法所禁止、違反選舉法的選舉犯罪活動。2011年国家杜马選舉中該黨取得238個席次。2016年国家杜马選舉中該黨取得343個席次。2021年俄羅斯國家杜馬選舉該黨取得324個席次。

## 选举结果

### 總統
| 選舉年 | 參選人              | 首輪       | 首輪           | 次輪 | 次輪   |
| 選舉年 | 參選人              | 得票       | 得票率         | 得票 | 得票率 |
| ------ | ------------------- | ---------- | -------------- | ---- | ------ |
| 2004   | 弗拉基米尔·普京     | 49,565,238 | 71.3%（當選）  |      |        |
| 2008   | 德米特里·梅德韦杰夫 | 52,530,712 | 71.2%（當選）  |      |        |
| 2012   | 弗拉基米尔·普京     | 46,602,075 | 63.6%（當選）  |      |        |
| 2018   | 弗拉基米尔·普京     | 56,430,712 | 77.53%（當選） |      |        |
| 2024   | 弗拉基米尔·普京     | 76,277,708 | 88.48%（當選） |      |        |

### 國家杜馬
| 年   | 得票       | 得票率 | 議席      |
| ---- | ---------- | ------ | --------- |
| 2003 | 22,779,279 | 37.6%  | 225 / 450 |
| 2007 | 44,714,241 | 64.3%  | 315 / 450 |
| 2011 | 32,448,000 | 49.3%  | 238 / 450 |
| 2016 | 28,271,600 | 54.1%  | 343 / 450 |
| 2021 | 28,064,258 | 49.85% | 324 / 450 |

## 历代领袖
| 党主席              | 就职时间                      |
| ------------------- | ----------------------------- |
| 黨首集体领导        | 2001年10月1日－2005年4月15日  |
| 鲍里斯·格雷兹洛夫   | 2005年4月15日－2007年12月31日 |
| 弗拉基米尔·普京     | 2007年12月31日－2012年5月30日 |
| 德米特里·梅德韦杰夫 | 2012年5月30日－               |

## 批评
俄罗斯反对派称该党为“骗子与小偷党”，该词由俄罗斯反对派领袖阿列克謝·納瓦爾尼于2011年首创。

## 外部連結
- 統一俄羅斯官方網站 （页面存档备份，存于）
- 统一俄罗斯國家杜馬黨团官方網站 （页面存档备份，存于）
- 統一俄羅斯（莫斯科） （页面存档备份，存于）
- 統一俄羅斯（烏拉爾）